# Continual service improvement
Le continual service improvement (CSI, amélioration continue des services) est la section du référentiel ITIL version 3 qui traite des actions que l'entreprise doit entreprendre pour gagner progressivement en maturité dans l'usage des préconisations de ce référentiel de gestion des services informatiques.

## Qu'est-ce que le CSI?
Une description détaillée du CSI peut être trouvée dans l'ouvrage de référence correspondant de la bibliothèque ITIL v3 édition 2011. Un résumé est disponible au chapitre 6 d'un petit manuel publié par l'itSMF du Royaume-Uni.

### Rôles
L’amélioration continue des services est l’équivalent des services de management dans la norme ISO 9001.
Le CSI compte trois rôles :
- La surveillance de l’alignement des services sur les besoins identifiés par le business.
- La surveillance de l’évolution de la demande du business.
- La mise en œuvre des plans d’amélioration des services.

### Objectifs
Pour finir, l’amélioration continue des services possède sept objectifs principaux :
- La mise en œuvre du dispositif d’amélioration continue des entreprises.
- La communication et la sensibilisation des équipes sur le rôle du CSI.
- La révision globale des processus de Gestion des Services et de leur capacité à produire le résultat attendu (strategy-operations)
- La vérification que les processus et les services aient bien atteint leurs objectifs.
- Le report sur les indicateurs de surveillance et de performance des processus.
- La revue des « service-level agreement » (SLA : un contrat assurant une qualité de service en informatique).
- La revue des aspects financiers liés à la Gestion des Services.

## Technique et méthodes d'application
Le processus de l’amélioration continue des services a été décrit par ITIL version 3. Ce processus constitue un cycle et se déroule à deux niveaux :
- Au niveau processus : les résultats des processus sont jugés
- Au niveau systémique : la gestion des services dans son ensemble est jugé ce qui permet de statuer sur les résultats du système.

Le CSI est inspiré du modèle PDCA (plan, do, check, act). En effet, son but est d’identifier les possibilités d’amélioration, les planifier, exécuter les actions permettant aux processus et au système d’atteindre leurs objectifs.

### Technique d'application
L'application du CSI nécessite une étude préalable afin de bien connaître la cartographie des processus d'une organisation. Il est donc nécessaire de :
- Définir le périmètre d’activités qui sera analysé et amélioré.
- Découper ce périmètre en processus (réaliser une cartographie).
- Formaliser chacun des processus, que ce soient des processus concernant les activités, ou encore concernant l’organisation hiérarchique de l’entreprise.
- Avoir recours à des outils cohérents avec les processus afin d’obtenir des données pertinentes .
- Utiliser un ou plusieurs référentiels de processus comme support afin de créer sa propre cartographie.

Il s’agit ensuite de procéder par étapes, que l’on compte au nombre de sept, et de savoir ce qui doit intervenir en premier, tout en gardant à l’esprit trois règles de base qui sont :
- On ne peut pas gérer ce que l’on ne peut contrôler
- On ne peut contrôler ce que l’on ne peut pas mesurer
- On ne peut mesurer ce que l’on n'a pas défini.

Puis, l'application concrète du CSI s'effectue en sept étapes :
- Définir ce qui doit être mesuré
- Définir ce qui peut être mesuré
- Récolter les données
- Traiter les données
- Analyser les données
- Présenter et utiliser les informations
- Implémenter les actions correctives

### Méthodes d'application
Dans le but d’améliorer les services en continu, on va utiliser des méthodes d’évaluations :
- L’analyse des écarts : Pour d’approfondir les périmètres où des améliorations sont possibles on peut utiliser l’analyse des écarts. En effet, cette analyse permet de comparer l’ensemble des besoins liés aux services.
- Le benchmarking (étalonnage en français) peut également se révéler être une bonne méthode, il permet une analyse de nos besoins en regardant les besoins des autres entreprises.
- La roue de Deming, ce principe aide à l’amélioration de la qualité et par conséquent des services

La mise en place de principes de management doit également être faite. On peut notamment améliorer la relation entre DSI et les méthodes de management pour chaque service ; travailler sur les techniques de la Gestion de la Capacité telles que la gestion de la capacité métier, service et composant et la gestion de la charge et de la demande. De plus, on peut utiliser la gestion des risques et des problèmes pour identifier les périmètres à améliorer.